# Comuna Danilovgrad
Comuna Danilovgrad (în muntenegreană Opština Danilovgrad) este o diviziune administrativă de ordinul întâi din Muntenegru. Reședința sa este orașul Danilovgrad.